# Дамасій I
Дама́сій I (лат. Damasus; ? — 11 грудня 384) — тридцять сьомий папа Римський (1 жовтня 366—11 грудня 384), ймовірно народився в 305 році біля міста Іданья-а-Нова в Лузітанії, сучасна Португалія. Визнаний християнською церквою святим.

## Ранні роки життя
Дамасій був сином Антонія, священника церкви святого Лаврентія у Римі. Його матір звали Лавренція. У молоді роки Дамасій розпочав служіння у згаданій церкві.

## Криза наступництва
За часів існування ранньої християнської церкви єпископ Рима обирався кліром у присутності вірних та інших єпископів провінції. Такий спосіб виборів був ефективним за умови, якщо чисельність християнської громади була невелика. Однак, після припинення гонінь на християн чисельність вірних зросла, а тому вибори нового папи породжували конфлікти між вірними.
Після смерті Ліберія виник спір між кандидатами на понтифікат Урсіном (антипапою), який був дияконом попереднього папи та Дамасієм, якого підтримували прихильники Фелікса II (антипапи). Суперечки переросли у криваві зіткнення, які призвели до втручання світської влади у конфлікт. Під час сутичок було вбито 137 прихильників Урсіна. Урсіна було вислано до Галлії. За сприяння аристократії Дамасій був обраний папою у церкві Сан Лоренцо ін Лучина.

## Звинувачення в аморальності
У ранні роки свого понтифікату Дамасій звинувачувався у перелюбстві та вбивствах, однак його вину не доведено.

## Співпраця з святим Ієронімом, захист церкви від схизм
Дамасій активно захищав церкву від різного роду схизм. На Синоді в Римі він засудив аполінаризм і македонізм. Він підтримав працю християнського історика святого Ієроніма, який переклав Біблію на латинську мову. Переклад відомий під назвою Вульґата.